# 回蔚
《回蔚》是香港歌手莫文蔚的第十三張個人專輯，於2009年6月23日通過中國移動數字音樂平台發行。同年12月，環球唱片發行此專輯的實體版本，隨碟附贈DVD，包括3首新歌MV。

## 曲目列表
全碟製作人：張亞東
| 曲序 | 曲名           | 作曲                  | 作詞                        | 編曲        | 附註 |
| 01   | 打起手鼓唱起歌 | 施光南                | 韓偉                        | 鄭偉        |      |
| 02   | 青山在         | 張亞東/周藍萍/ 鄧禹平 | 李焯雄/張徹/ 台灣高山族民歌 | 張亞東      |      |
| 03   | 在那遙遠的地方 | 王洛賓                | 王洛賓                      | 譚伊哲      |      |
| 04   | 外面的世界     | 齊秦                  | 齊秦                        | 張亞東      |      |
| 05   | 月圓花好       | 嚴華                  | 范煙橋                      | 譚伊哲      |      |
| 06   | 風從那里來     | 古月                  | 莊奴                        | 鄭偉        |      |
| 07   | 半個月亮爬上來 | 王洛賓                | 王洛賓                      | 鄭偉        |      |
| 08   | 溜溜的情歌     | 張亞東/莫文蔚         | 李焯雄                      | 趙麟        |      |
| 09   | 茉莉花         | 中國民歌              | 中國民歌                    | 鄭偉        |      |
| 10   | 紅             | 喬梁                  | 李焯雄                      | 孔德歆      |      |
| 11   | 密流 (Remix)   | 張亞東                | 李焯雄                      | Jakub Groos |      |

## DVD
1. 打起手鼓唱起歌
2. 在那遙遠的地方
3. 外面的世界

## 音樂錄像
| 曲目次序 | 歌名           | 首發日期       | 平台    | 連結                       |
| -------- | -------------- | -------------- | ------- | -------------------------- |
| 01       | 打起手鼓唱起歌 | 2009年12月22日 | Youtube | 連結（页面存档备份，存于） |
| 03       | 在哪遙遠的地方 | 2009年12月22日 | Youtube | 連結（页面存档备份，存于） |
| 04       | 外面的世界     | 2009年12月22日 | Youtube | 連結（页面存档备份，存于） |

## 所獲獎項
- 第21屆金曲獎（提名）：
  - 最佳國語專輯獎
  - 最佳國語女歌手獎
  - 最佳編曲人獎 - 趙兆 / 溜溜的情歌
  - 最佳專輯製作人獎 - 張亞東
- 第七屆東南勁爆音樂榜（獲獎）：
  - 勁爆最佳數字專輯
  - 十大金曲 - 打起手鼓唱起歌
- 中國歌曲排行榜 - 2009年度北京流行音樂典禮（獲獎）：
  - 年度金曲 - 外面的世界
  - 年度最佳專輯（港台）
  - 年度最佳製作人獎(港台) - 張亞東（提名）
- 搜狐娛樂（獲獎）：
  - 2009年度十大驚艷專輯
  - 2009年度最值得購買十大專輯
- 第四届 Freshmusic Awards 2010（提名）：
  - 最佳女演唱人
  - 最佳专辑
  - 最佳作词 - 溜溜的情歌 / 李焯雄
- 第四届無線音樂盛典咪咕匯（獲獎）：
  - 無線音樂首發數字專輯
  - 最暢銷電音金曲 - 《密流》
- 第十屆CCTV-MTV音樂盛典 - 港澳台地區年度最佳音樂電視 《在那遙遠的地方》（提名）
- 第十屆華語音樂傳媒大獎 - 評審團專業致敬大獎（提名）
- 第十六屆新加坡金曲獎 - 最佳演繹女歌手（提名）
- 第十四屆全球華語音樂榜中榜 - 香港最佳女歌手（提名）
- 大眾網- 生活日報- 華語樂壇年度十大唱片
- 騰訊網星光大典- 你應該要聽的十大2009華語流行唱片